# Xuân vận

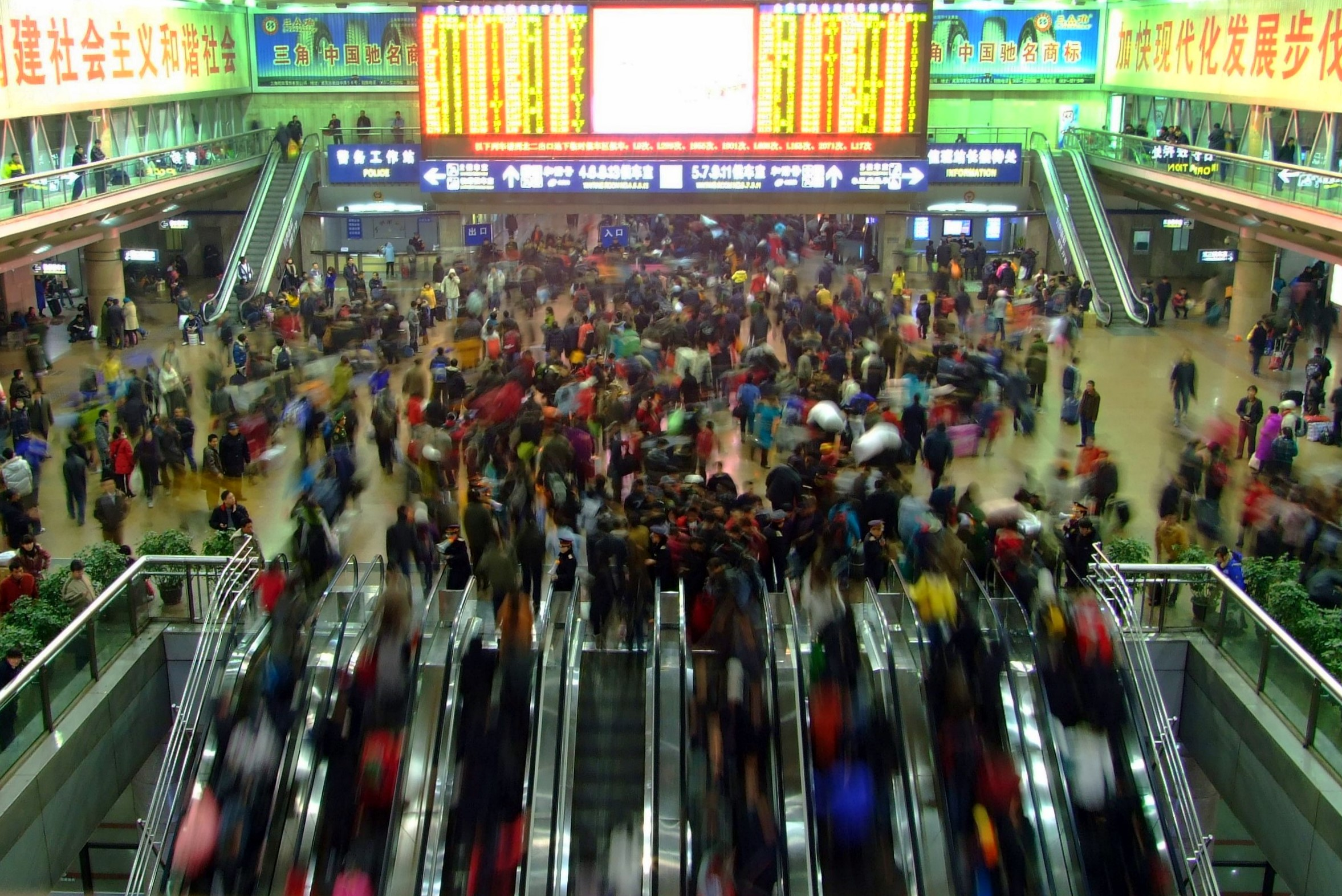
Cảnh thời kỳ Xuân vận năm 2009 bên trong nhà ga đường sắt Tây Bắc, Trung Quốc

Xuân vận (giản thể: 春运; phồn thể: 春運; bính âm: Chūnyùn), còn được gọi là mùa du lịch lễ hội mùa xuân hoặc thời kỳ Xuân vận, là khoảng thời gian du lịch ở Trung Quốc với lưu lượng giao thông cực kỳ cao vào khoảng thời gian năm mới của Trung Quốc. Mùa du lịch ở Trung Quốc thường bắt đầu 15 ngày trước Tết Nguyên đán và kéo dài trong khoảng 40 ngày. Tính đến  năm 2016, số lượng hành khách trong mùa Chunyun là gần ba tỷ. Nó được gọi là cuộc di cư hàng năm lớn nhất của con người trên thế giới. Vận tải đường sắt trải qua thử thách lớn nhất trong giai đoạn này, và vô số vấn đề xã hội đã xuất hiện. Hiện tượng này cũng được thấy ở một số khu vực Đông Á như Nhật Bản, Việt Nam và Hàn Quốc.

## Khởi nguồn

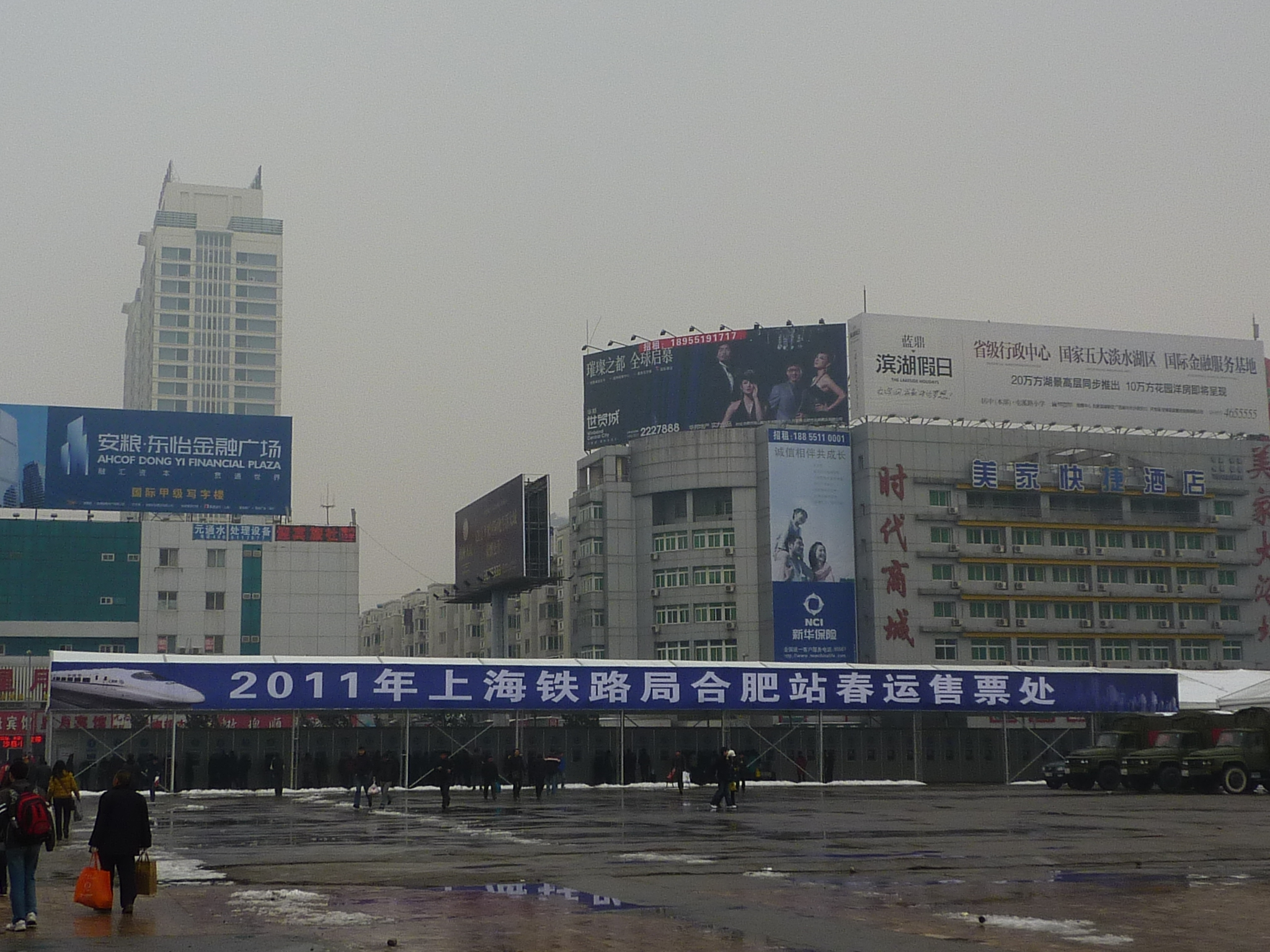
Phòng vé tạm thời tại quảng trường bên ngoài ga Hợp Phì, mở cửa cho Xuân vận năm 2011

Ba yếu tố chính chịu trách nhiệm cho lưu lượng giao thông tăng cao trong mùa Xuân vận.
Đầu tiên, đó là một truyền thống lâu đời đối với hầu hết người dân Trung Quốc đoàn tụ với gia đình trong dịp Tết. Mọi người đi làm về hoặc đi học để ăn tối đoàn tụ với gia đình vào đêm giao thừa. Kể từ khi cải cách kinh tế của Trung Quốc vào cuối những năm 1970, các cơ hội kinh tế mới đã xuất hiện, thường ở một khoảng cách đáng kể so với quê hương của mọi người. Những nơi như Khu kinh tế đặc biệt và khu vực ven biển giàu có cung cấp việc làm và thường, một lối sống được tìm kiếm nhiều hơn. Do đó, đã có một cuộc di cư lớn từ nông thôn đến thành thị trong suốt vài thập kỷ qua, gợi nhớ đến các cuộc cách mạng công nghiệp khác trên khắp thế giới. Số lượng lao động nhập cư này được ước tính là 50 triệu vào năm 1990 và ước tính không chính thức là 150 triệu đến 200 triệu vào năm 2000. Trong mùa Xuân vận, nhiều người trong số những người lao động này trở về quê nhà.
Thứ hai, cải cách giáo dục Trung Quốc đã làm tăng số lượng sinh viên đại học, những người thường học bên ngoài quê hương của họ. Kỳ nghỉ lễ hội mùa xuân rơi vào khoảng thời gian giống như kỳ nghỉ đông của họ. Trong số 194 triệu hành khách đường sắt vào mùa Xuân vận 2006 có 6,95 triệu sinh viên đại học.
Cuối cùng, vì Thời gian lễ hội mùa xuân là một trong những kỳ nghỉ kéo dài hàng tuần ở Cộng hòa Nhân dân Trung Hoa (duy nhất là ngày Quốc khánh, ngày 1 tháng 10), nhiều người chọn đi du lịch trong thời gian này. Du lịch ở Trung Quốc đại lục đang đạt mức kỷ lục, càng làm tăng thêm áp lực cho hệ thống giao thông.
Những yếu tố này làm trầm trọng thêm các vấn đề hiện tại với các hệ thống giao thông liên thành phố hiện tại của Trung Quốc. Mạng lưới đường sắt không đủ để xử lý số lượng hành khách, và không đến đủ địa điểm. Các địa điểm không được phục vụ bằng đường sắt phải dựa vào xe buýt để vận chuyển, phải đối mặt với các vấn đề như thiết bị không đủ và mạng lưới đường bộ.

## Tác động đến hệ thống giao thông và các vấn đề liên quan
Các phương thức vận tải bị ảnh hưởng nhiều nhất là hệ thống vận tải hành khách trên bộ liên thành phố, cụ thể là mạng lưới đường sắt và đường bộ. Hầu hết công dân trung lưu Trung Quốc không thể đủ khả năng vận chuyển hàng không. Giao thông quốc tế, đô thị và đường thủy bị ảnh hưởng nhẹ. Cho đến năm 2007, do nhu cầu cao, giá vé được tăng lên trong thời gian này. Tuy nhiên, trong giai đoạn Xuân vận năm 2007 (4 tháng 2 đến 14 tháng 3 năm đó), chính phủ đã áp đặt các quy định nghiêm ngặt đối với giá cả vé đường sắt.
Năm 2012, chính phủ Trung Quốc đã tuyên bố rằng đường cao tốc quốc gia sẽ được miễn phí dành cho Tuần lễ Vàng, và kết quả là 86 triệu người đã đi bằng đường bộ (tăng 13% so với năm trước). Cùng năm, 7,6 triệu người đã di chuyển bằng các hãng hàng không trong nước và 60,9 triệu người đã di chuyển bằng đường sắt.

### Đường sắt và xe buýt
Bộ Đường sắt ước tính 340 triệu hành khách sẽ đi tàu trong giai đoạn Xuân vận 2009. Tuy nhiên, công suất trung bình hàng ngày của hệ thống đường sắt Trung Quốc là 3,4 triệu. Sự thiếu hụt tài nguyên đường sắt khiến nhiều hành khách phải trả vé gấp đôi hoặc thậm chí gấp ba từ các cò vé hoặc chờ xếp hàng lên đến một ngày tại các nhà ga. 

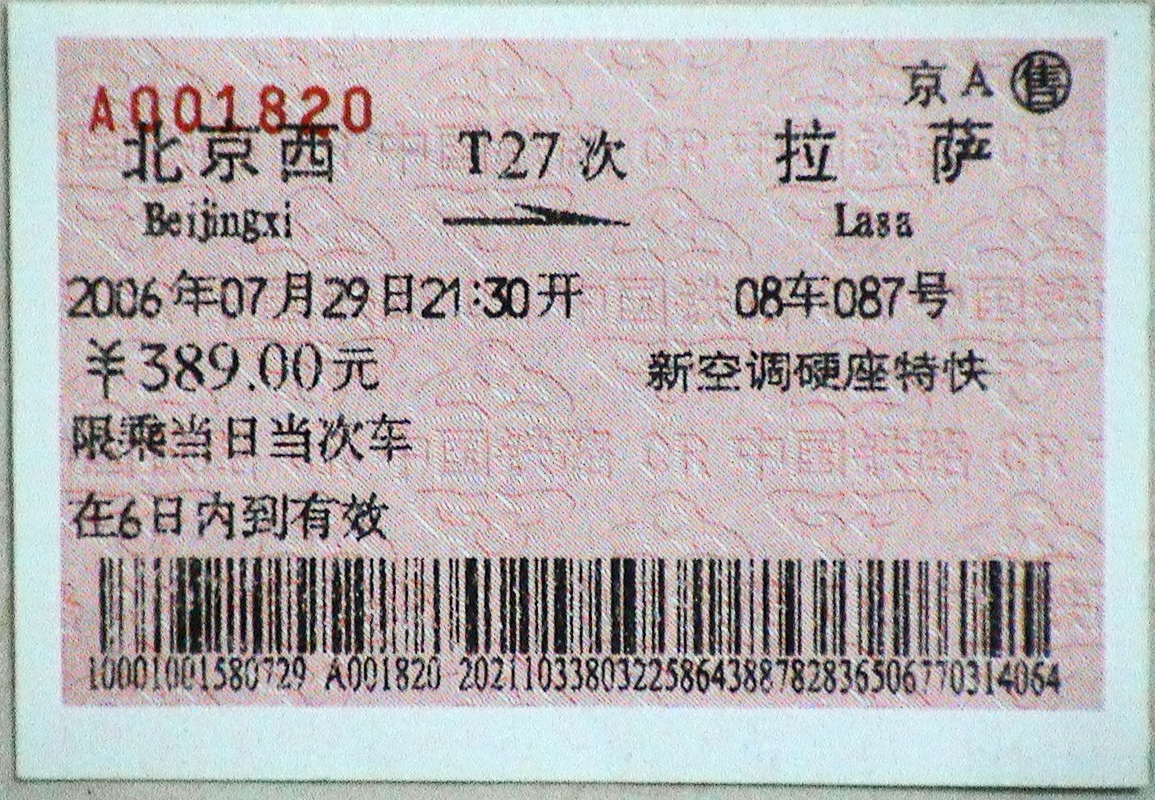
Một vé đường sắt Trung Quốc từ năm 2006

Vì thời gian chờ đợi cực kỳ dài, nhiều khách hàng trở nên thất vọng và tìm kiếm giải pháp thậm chí chen lấn, thường dẫn đến xung đột. Việc đánh nhau để giành chỗ xếp hàng thường xảy ra, và khi mọi người đến gần hơn với quầy bán vé, nhiều vụ xô đẩy và chen lấn đã xảy ra. Các nhân viên phòng vé phải làm việc quá sức thường thất vọng với tính chất lặp đi lặp lại và buồn tẻ trong công việc mà ở hầu hết các nơi trong nước, toàn các ca làm việc nhiều giờ, và do đó để lại một hình ảnh tiêu cực và thất vọng cho khách hàng. Thắc mắc của khách hàng không phải lúc nào cũng được trả lời chính xác hoặc hoàn toàn; khách hàng không được cung cấp nhiều tùy chọn để bắt đầu, nếu thời gian được phân bổ cho sự do dự, khách hàng thường bị đẩy sang một bên để người tiếp theo trong hàng được đôn lên. Vấn đề tương tự cũng xảy ra với các đường dây điện thoại, giúp tiết kiệm sự lo lắng khi xếp hàng chờ đợi, nhưng bị quá tải nghiêm trọng và việc trả lời thường rất thô lỗ khi một nhân viên bán vé cuối cùng trả lời sau khi người mua đã mất vài giờ chờ đợi. Tại Thâm Quyến, người ta ước tính rằng lượng vé trong 23 ngày có thể bị bán hết trong vòng 14 phút nếu điện thoại là phương thức duy nhất được sử dụng. Một hệ thống internet có tồn tại, nhưng đôi khi không hoạt động đủ mức.